# ガーター

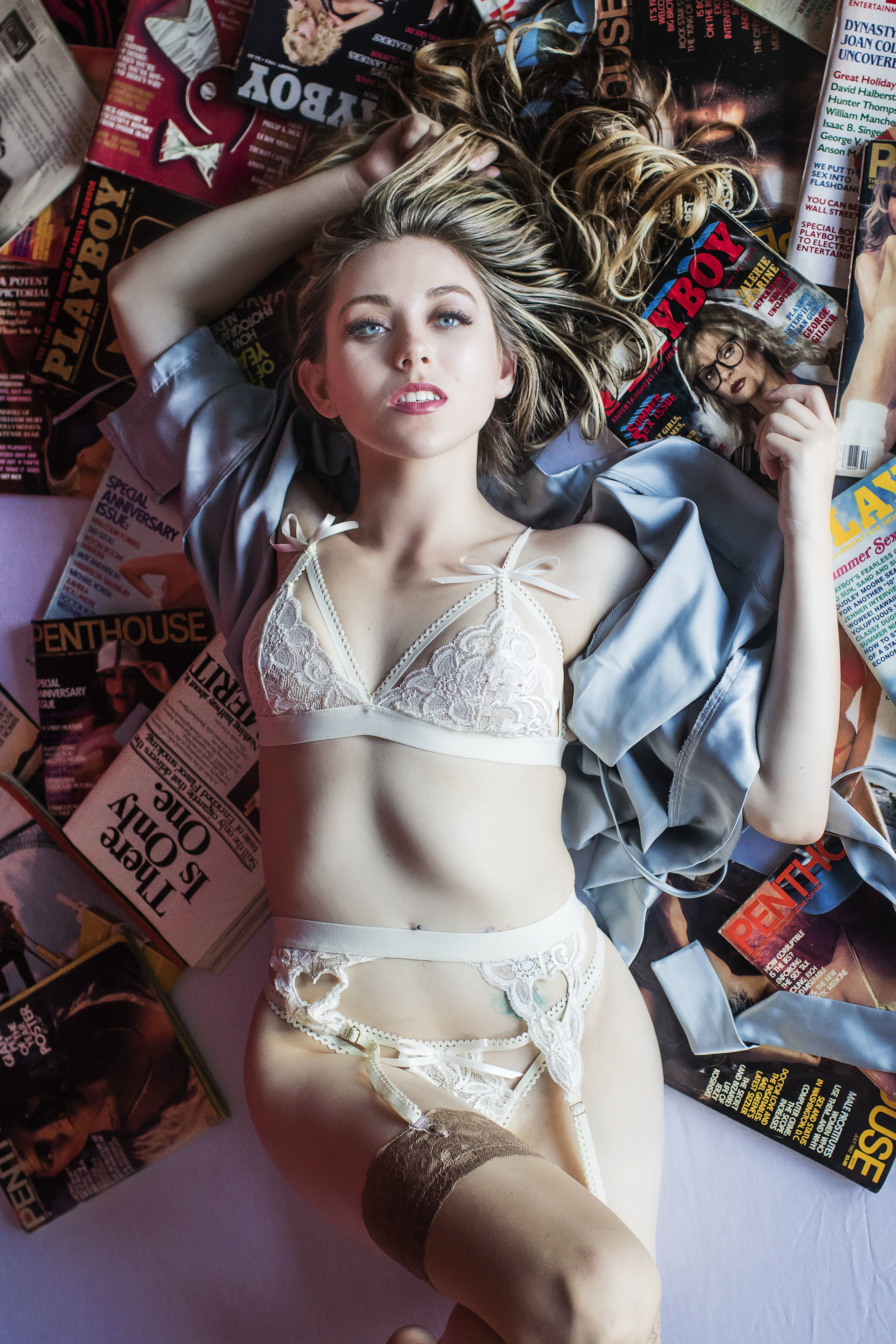
白色のガーターベルト

ガーター（英語: garter）とは靴下止め。女性用の靴下止めを日本語では特にガーターと表現する。本項では、この女性向けの靴下止めについて記述する。
英語圏（特にイギリス）においては、衣服がずり落ちるのを防ぐ機能を持つ物全般をガーターと呼ぶ傾向があるため、女性向けの靴下止めだけではなく、サスペンダーやアームバンドなどもガーターに含まれる。イギリスの最高勲章であるガーター勲章は靴下止めに由来する。よく勘違いされるが、ガーターは女性のみならず、男性も使うものである。

## 機能と種類
女性向けのガーターは、主に脚の太腿までの長さのストッキングがずり落ちないような機能をもつ。なお、ガーターを使って穿くストッキングを「ガーター・ストッキング」、ガーターを使わずに穿くものは「ガーターレス・ストッキング」という。
ガーターのタイプとしては次の2種類がある。
- ぶら下げるタイプ
- 押さえるタイプ

### ぶら下げるタイプ

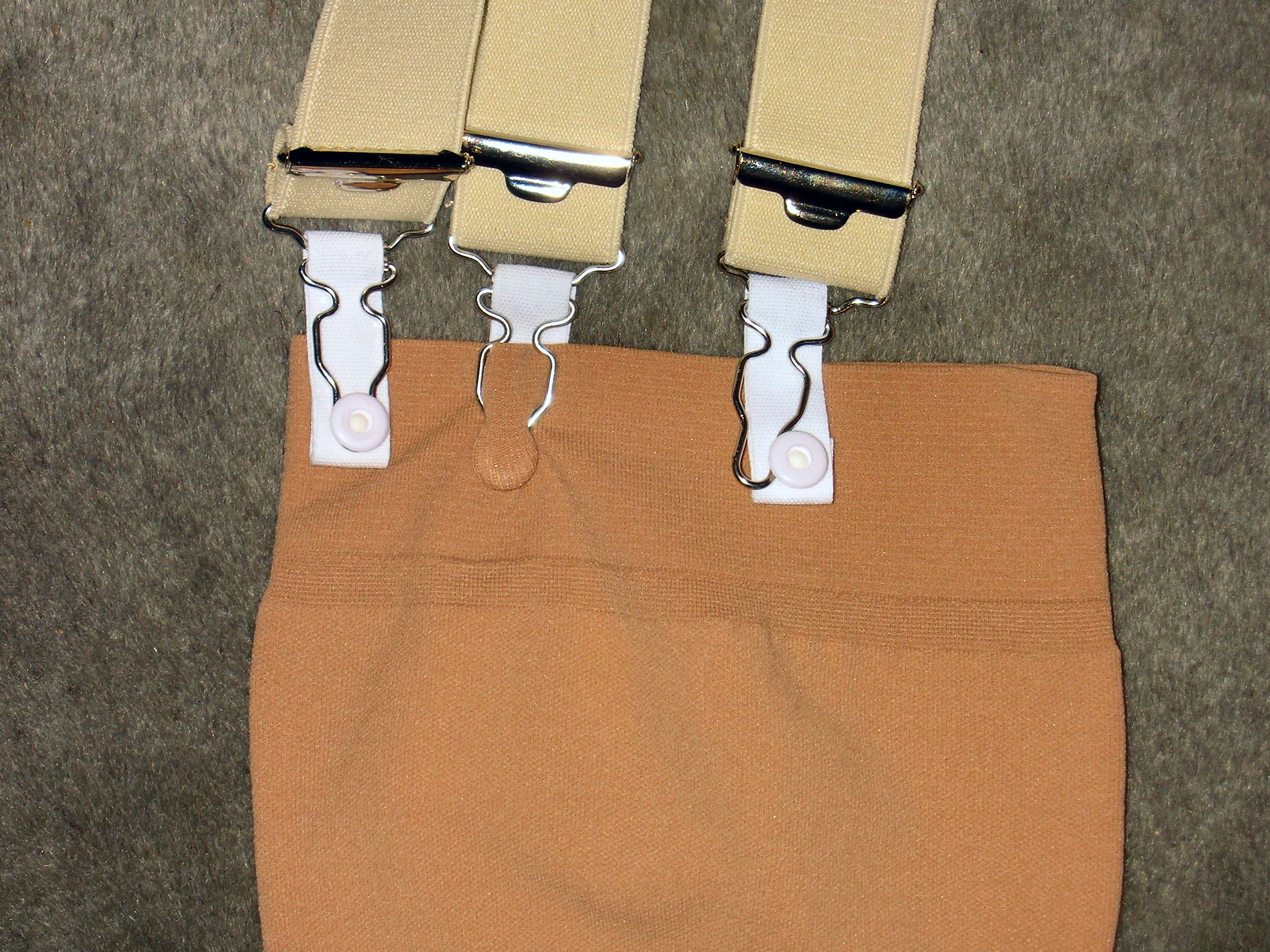
ガーターベルトの接続部

ぶら下げるタイプのものは、ガーターベルト（英語：Garter belt）と呼ばれる。アジャスターまたはゴムなどで伸縮性を持たせたベルト状の生地から、主に4本のクリップ付きのひもを垂らしたもので、これを腰に装着し、下方向に垂らしたクリップでストッキングの上部をはさむ事により、ずり落ちを防ぐ。このタイプは近代になって女性が活発な活動をするようになり、押さえるタイプのガーターではずり落ちを防ぎきれなくなったため、開発されたものである。

#### 装着方法
ガーターベルトおよびストッキングを先に身につけ、その上からショーツ（パンティー）を穿く。
またはショーツを穿き、その上から ガーターベルト及びストッキングを身につける。
メーカーのカタログなどの写真ではこの後者の順序になっていて、ガーターベルトがショーツの上に来るように着用されている場合が多い。これはガーターベルトのデザインを見せるためにしているだけであり、日常生活においてはトイレなどでショーツを脱ごうとするたびにガーターベルトをストッキングからいちいち外さなければならず、非常に面倒を強いられる着用方法になってしまう。カタログなどによっては、「写真の着用方法は逆である」旨が注釈で添えられていることもあるが決して間違ってはいない。

### 押さえるタイプ

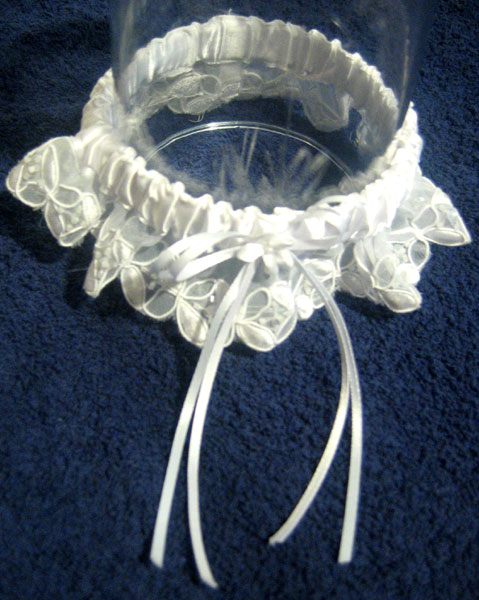
ウェディング用のガーターリング

押さえるタイプのものは、ガーターリング（英語：Garter ring）またはリングガーター（英語：Ring garter）と呼ばれる。ゴムなどで伸縮性を持たせた輪状の帯で、ストッキングを装着した上から押さえるように脚の太もも部分につけることにより、ずり落ちを防ぐ。両脚それぞれに必要なので、2つ1組で使用する。レースやリボンをあしらうことで、装飾としても機能する。
結婚式のガーター・トス、ガーター・マッチで使用するのはこのタイプである。

## 用途
現在では、パンティストッキングや、上部に伸縮性のある編地やさらにその裏側（直接肌に触れる側）にシリコンゴム製のベルトが装着されていてガーター無しでもずり落ちにくいストッキングなどが存在するため、ガーターの必要性は大きくない。しかし、レトロなファッションを楽しみたい、結婚式や儀式に臨む場合に正装の一部として身につける、セクシーな雰囲気を演出したいなどといった理由により、根強く愛好されており、コスプレ・性的ロールプレイのための衣装として着用される事も多い。
また、サブカルチャーの分野ではお嬢様や奥様、あるいはお姫様や女王様のような高貴な女性や教師、官僚や企業の経営者、幹部社員などといったエリート層の女性が身に着ける「お金持ちの下着」として登場する場合がある。
また、パンティストッキングによるデリケートゾーンの蒸れや圧迫感、ずり落ちないストッキングによるシリコン部分のかぶれなどがガーターでは起こらないため、そのような健康面での快適さを求める女性にも支持されている。